# Rally Ciudad de Pozoblanco de 2023
El Rally Ciudad de Pozoblanco de 2023 será la 10.º edición, la novena ronda de la temporada 2023 del Súper Campeonato de España de Rally y la sexta de la Copa de España de Rallyes de Tierra. Se celebrará del 17 al 18 de noviembre y cuenta con un itinerario de diez tramos que suman 101,76 km cronometrados. Es también puntuable para los campeonatos de Andalucía y Murcia de tierra, la TGR Iberian Cup, la Beca Júnior R2, la Clio Trophy Spain de tierra y la Copa Kobe Motor. 
Inicialmente estaba programado para los días 20 y 21 de mayo pero en el mes de abril y semanas antes de su celebración la organización tuvo que aplazar la prueba para noviembre debido a la sequía y la activación del plan de incendios de Andalucía.

## Itinerario
| Día   | Tramo | Nombre   | Distancia | Hora  | Ganador      | Tiempo | Líder        |
| ----- | ----- | -------- | --------- | ----- | ------------ | ------ | ------------ |
| Día 1 | TC1   | A1       | 9.50 km   | 08:03 | Bandera de ? |        | Bandera de ? |
| Día 1 | TC2   | B1       | 10.50 km  | 08:32 | Bandera de ? |        | Bandera de ? |
| Día 1 | TC3   | A2       | 9.50 km   | 11:05 | Bandera de ? |        | Bandera de ? |
| Día 1 | TC4   | B2       | 10.50 km  | 11:54 | Bandera de ? |        | Bandera de ? |
| Día 1 | TC5   | C1       | 14.92 km  | 14:07 | Bandera de ? |        | Bandera de ? |
| Día 1 | TC6   | D1       | 11.88 km  | 15:08 | Bandera de ? |        | Bandera de ? |
| Día 1 | TC7   | E1 (TC+) | 4.08 km   | 15:50 | Bandera de ? |        | Bandera de ? |
| Día 1 | TC8   | C2       | 14.92 km  | 17:21 | Bandera de ? |        | Bandera de ? |
| Día 1 | TC9   | D2       | 11.88 km  | 18:22 | Bandera de ? |        | Bandera de ? |
| Día 1 | TC10  | E2       | 4.08 km   | 19:30 | Bandera de ? |        | Bandera de ? |

## Clasificación final
| Pos.    | Piloto       | Copiloto     | Automóvil | Tiempo  | Diferencia |
| General | General      | General      | General   | General | General    |
| ------- | ------------ | ------------ | --------- | ------- | ---------- |
| 1.      | Bandera de ? | Bandera de ? |           |         | 0.0        |
| 2.      | Bandera de ? | Bandera de ? |           |         |            |
| 3.      | Bandera de ? | Bandera de ? |           |         |            |
| 4.      | Bandera de ? | Bandera de ? |           |         |            |
| 5.      | Bandera de ? | Bandera de ? |           |         |            |
| 6.      | Bandera de ? | Bandera de ? |           |         |            |
| 7.      | Bandera de ? | Bandera de ? |           |         |            |
| 8.      | Bandera de ? | Bandera de ? |           |         |            |
| 9.      | Bandera de ? | Bandera de ? |           |         |            |
| 10.     | Bandera de ? | Bandera de ? |           |         |            |